# Henning Bock (Kunsthistoriker)
Henning Bock (* 1. Dezember 1931) ist ein deutscher Kunsthistoriker und ehemaliger Museumsdirektor. Er leitete von 1973 bis 1996 die Gemäldegalerie der Stiftung Preußischer Kulturbesitz in Berlin.

## Leben und Wirken
Bock studierte von 1952 bis 1959 Kunstgeschichte, Philosophie und Archäologie. Er promovierte mit einer Arbeit über Die Englische Kathedralgotik des 14. Jahrhunderts. Am Kunsthistorischen Institut der Universität Bonn begann er 1960 als Assistent seine berufliche Laufbahn. 1963 wechselte er in gleicher Funktion zur Kunsthalle Bremen und blieb dort bis 1968. Von 1968 bis 1972 wirkte er als Hauptkustos in der West-Berliner Neuen Nationalgalerie. 1972/1973 nahm er eine Gastprofessur an der New York University an. Von 1973 bis 1996 war er Direktor der Staatlichen Gemäldegalerie Stiftung Preußischer Kulturbesitz und vollzog während seiner Amtszeit die Vereinigung der Gemäldesammlungen aus dem Ost- und dem Westteil der Stadt mit. Er trat außerdem als Mitwirkender an zahlreichen Ausstellungskatalogen, darunter auch als Autor von Textbeiträgen hervor.
Bock ist Mitglied der Berliner Wissenschaftlichen Gesellschaft (BWG). Er ist mit der Übersetzerin Dietlind Bock-Meinardus verheiratet. Zusammen haben sie einen 1964 geborenen Sohn.